# Binyeo

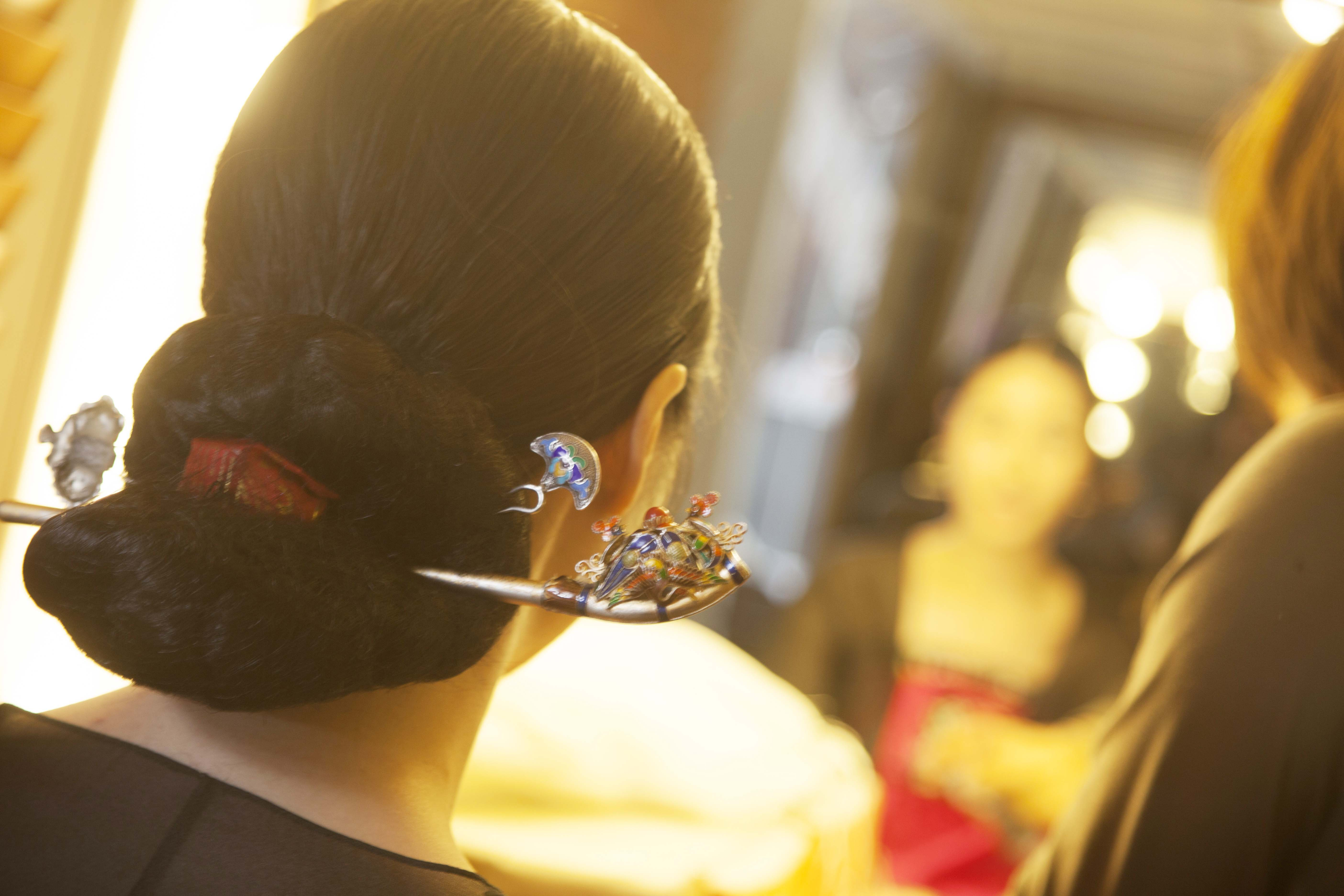
Femme portant un binyeo lors d'un mariage, 2013.

Un binyeo (hangeul : 비녀, [pi.njʌ̜]) est une épingle à cheveux traditionnelle coréenne servant à fixer les chignons.

## Types
Les binyeos sont divisés en deux sortes, un jam (hangeul : 잠 ; hanja : 簪; [tɕam]) ou gye et un chae (hangeul : 채 ; hanja : 釵; [tɕʰɛ̝]). Les jams ont un corps long et les chaes ont une forme de " U " retourné. Les binyeos sont généralement utilisés par les femmes, mais ils sont également utilisés par les hommes pour fixer leur sangtu en place.
Le nom du binyeo dépend aussi de la forme du jamdu, la partie convexe à l'extrémité. De nombreux jamdus signifient des signes de bon augure tels que la richesse, la bonne santé et la longévité.
Un des plus grands binyeos a une épaisseur de 1,5 cm et une longueur de 44 cm et est utilisée lors des mariages.
Le choix du matériau suivait également la saison et l'objectif. Par exemple, le jade blanc et vert était utilisé en été, les fleurs de prunier, les feuilles de bambou et la pivoine au printemps et à l'automne, et le dragon en hiver.
Les jeunes femmes portaient du jade, et lorsqu'elles vieillissaient, un binyeo en or exprimait la dignité et la fierté.

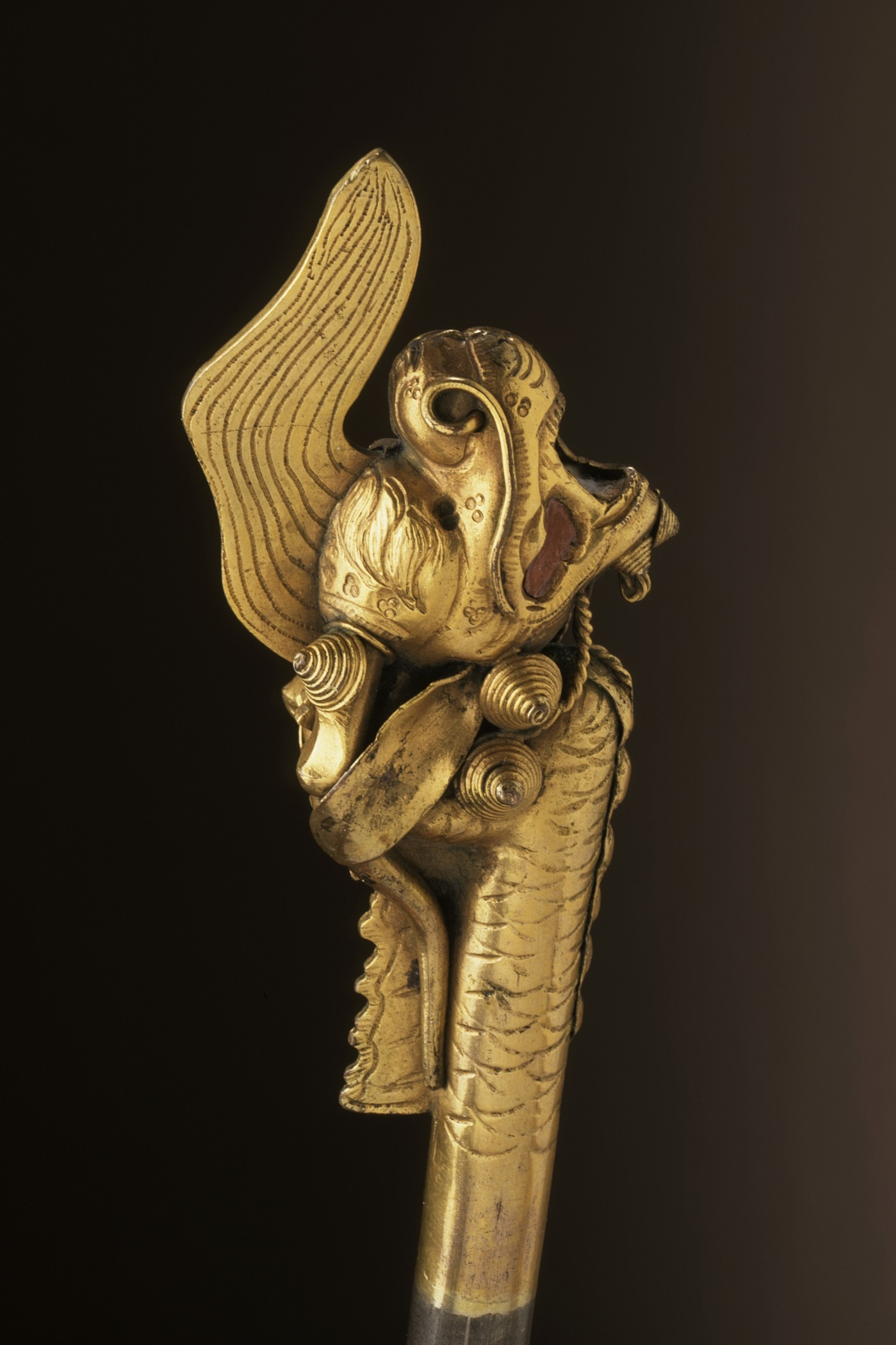
Le jamdu
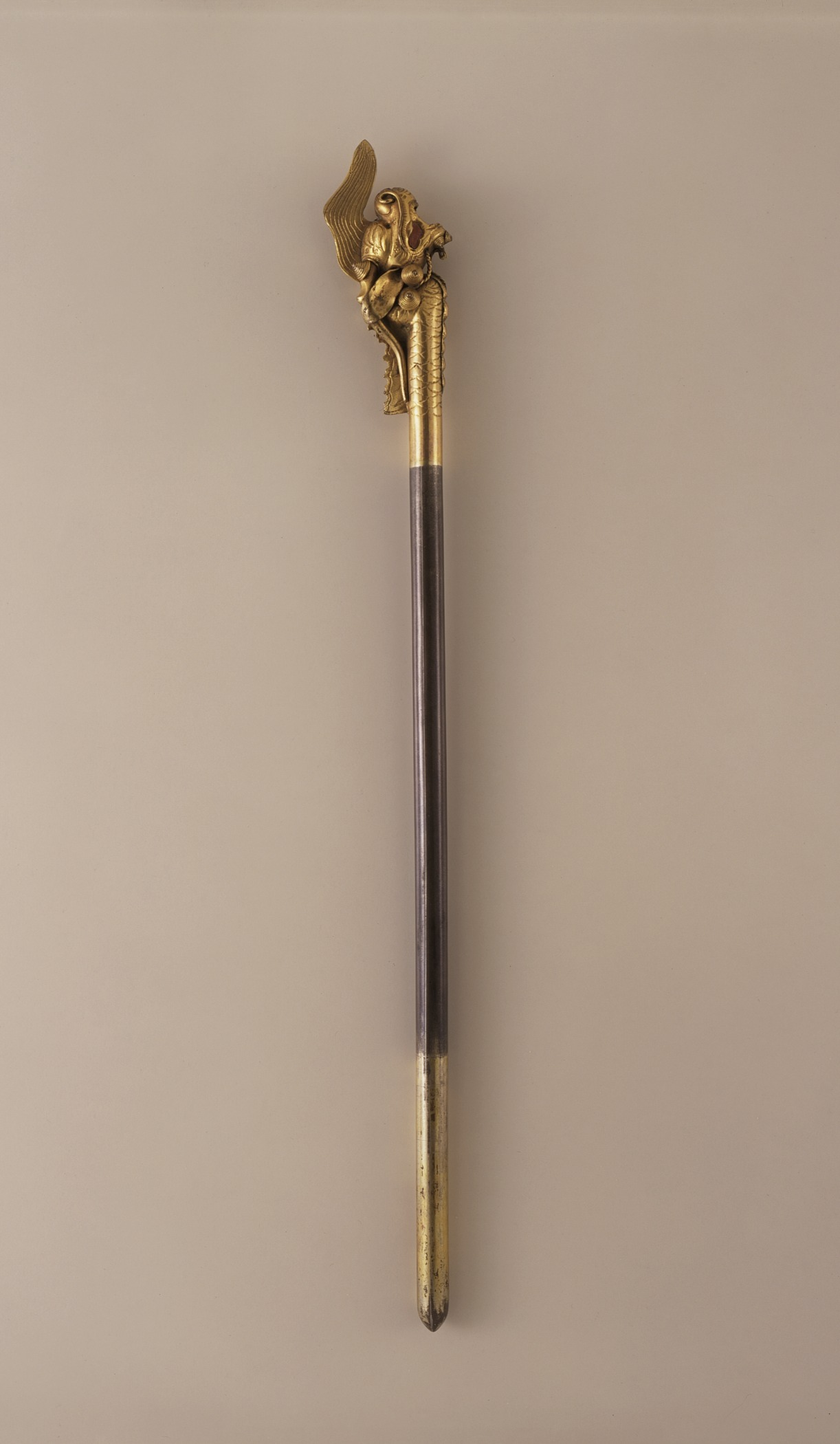
Dynastie Joseon
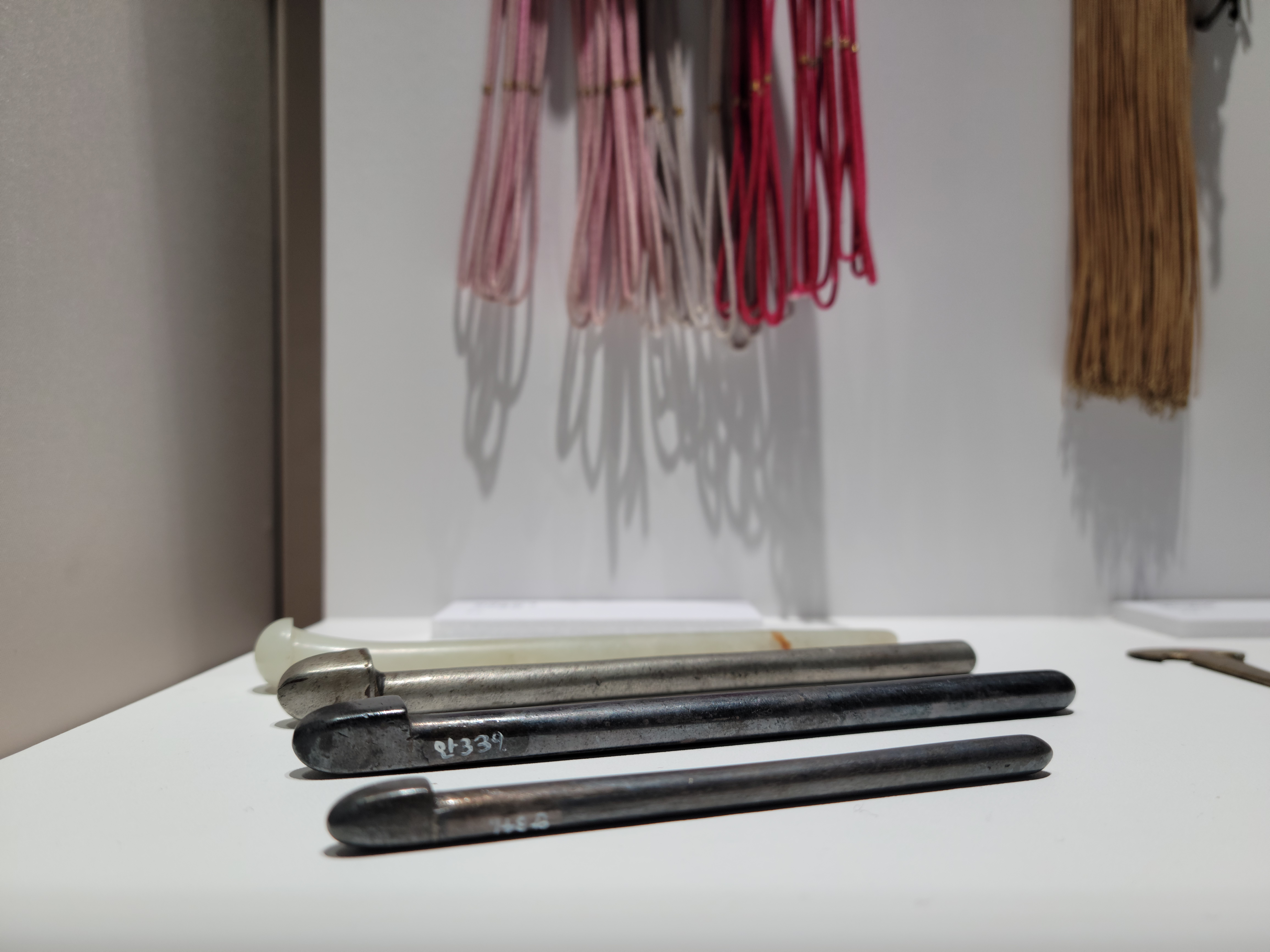
Binyeos de la dynastie Joseon
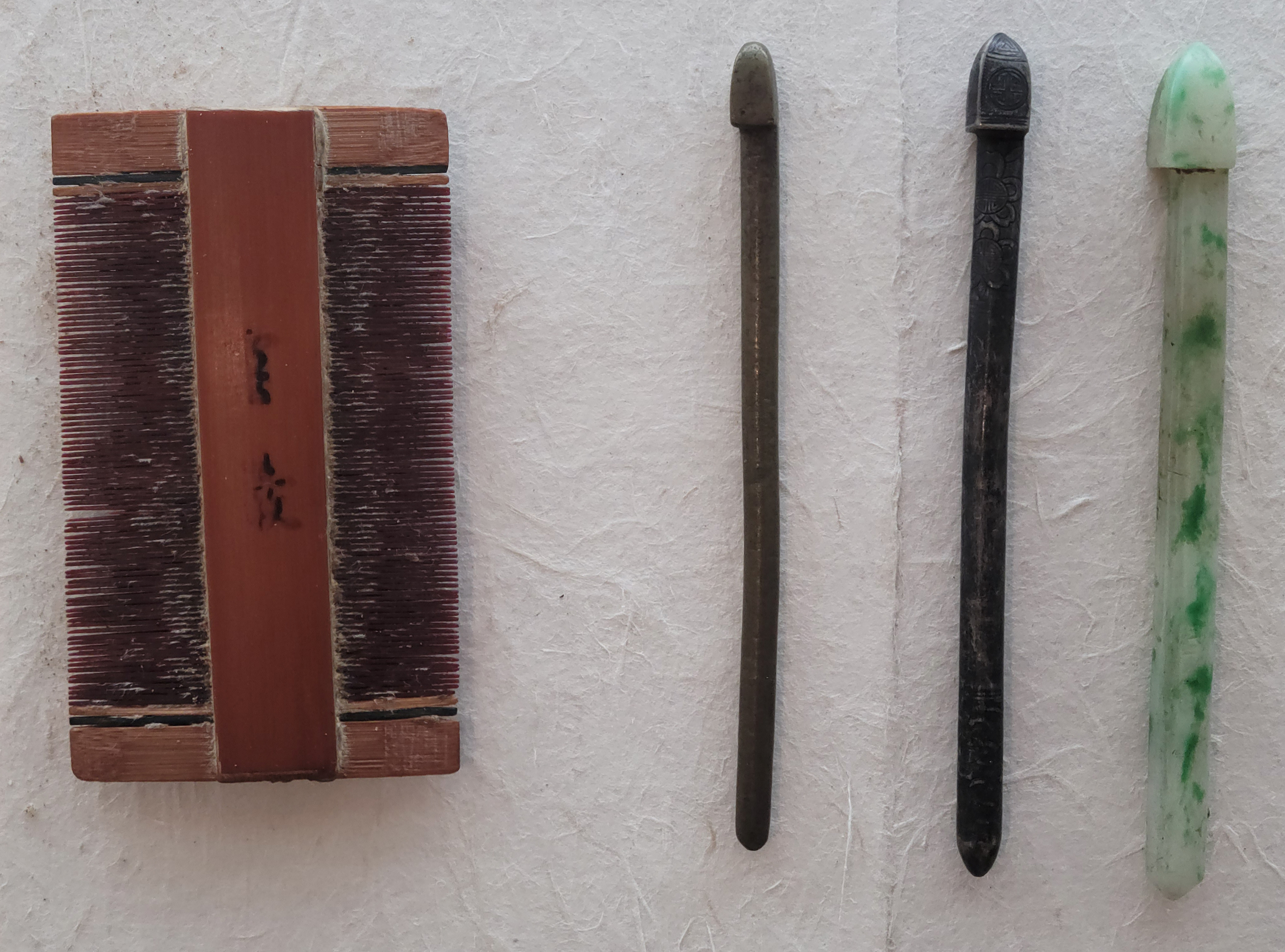
Musée national de Jeonju
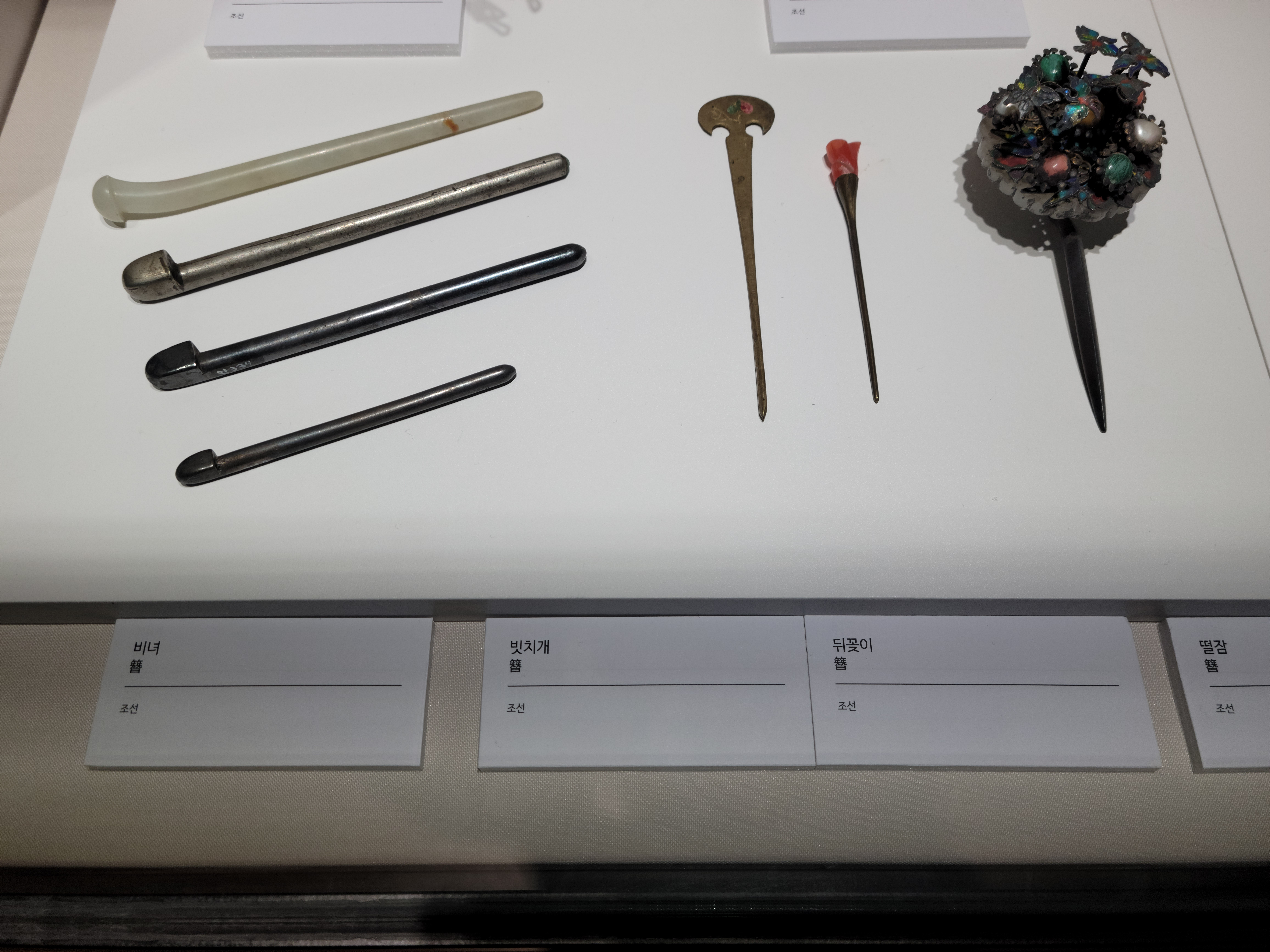
Binyeo, bitchigae, dwikkoji (en), tteoljam

## Histoire
L'utilisation du binyeo remonte à l'époque des Trois Royaumes de Corée, où il accompagnait généralement une coiffure féminine similaire aux chignons. Les détails entourant l'utilisation du binyeo sont devenus plus précis depuis le roi Yeongjo de la dynastie Joseon, qui aurait forcé les femmes à revêtir le binyeo.
Pendant l'ère Silla, il fut un temps interdit au peuple de l'arborer, en dehors des mariages, et son usage était par ailleurs réglementé, avec par exemple les motifs du phénix et dragon chinois qui ne pouvaient être utilisés que par la famille impériale. 

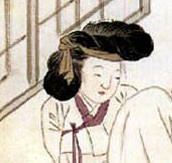
Une gache

Le binyeo fut utilisé pour remplacer le gache, un type de perruque, que de nombreuses femmes mariées portaient pour montrer leur statut et leur rang dans la société. En raison de l'ampleur et du poids de certaines de ces pièces, de nombreuses femmes souffraient de douleurs au cou. Afin d'éviter d'autres problèmes sociaux dus au coût excessif de ces articles et de prévenir d'autres blessures, le gachae fut remplacé par le binyeo.
Sous la dynastie Joseon, le jour où elles devenaient adultes, les filles organisaient une cérémonie de passage à l'âge adulte en mettant un binyeo dans leurs cheveux, à l'image de la cérémonie du Ji li chinoise.

## Usage

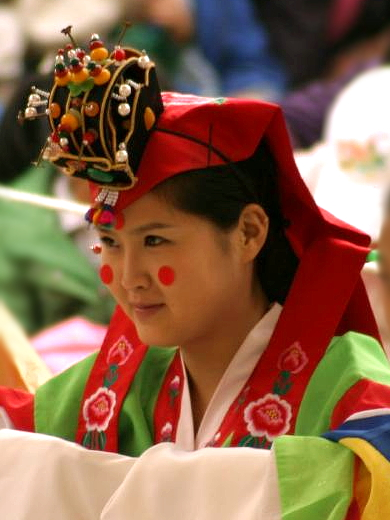
Un hwagwan (en)
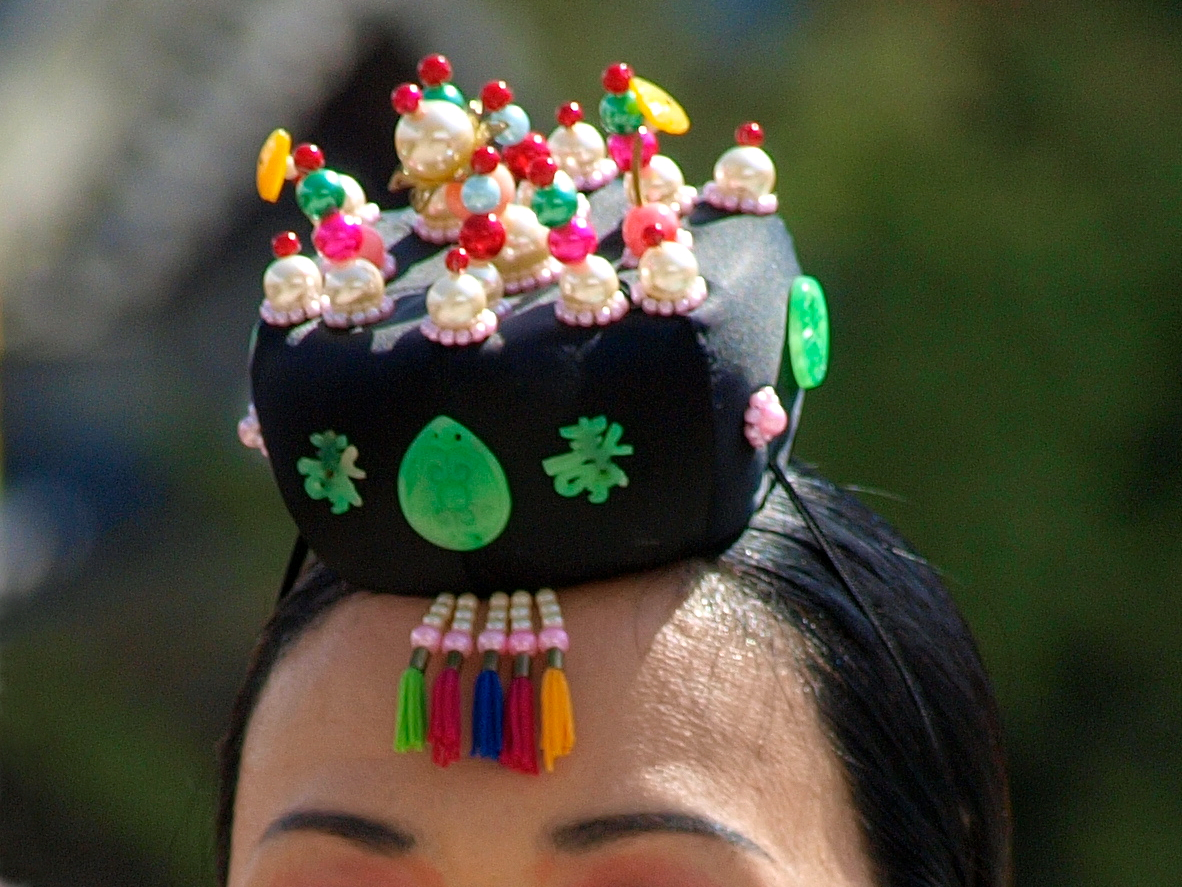
Un  jokduri (en)

Le but principal du binyeo est de fixer les cheveux, mais il peut aussi marquer le statut social et sert aussi à mettre en place des couvre-chefs de type hwagwan (en) et jokduri (en)

## Signification culturelle
Le binyeo était également considéré comme un symbole de la femme mariée qu'elle ne devait pas perdre, sous peine de perdre aussi sa dignité et fidélité. Il était souvent offert en cadeau par leur mari ou leur prétendant. Lors du rite du gyerye, qui fait partie de la cérémonie du passage à l'âge adulte, de nombreuses jeunes filles portaient et arboraient ce type spécifique d'épingle à cheveux. Le binyeo, qui ne devait pas être enlevé, jouait également un rôle important dans la vie d'une femme. Certaines enlevaient le binyeo et laissaient leurs cheveux tomber afin de se repentir de leur conviction d'avoir causé la mort de leurs parents. Après trois jours, elles fixaient leurs cheveux en chignon et remplaçaient leur binyeo habituel par un binyeo en bois. Ce binyeo en bois doit être porté pendant trois ans de deuil.

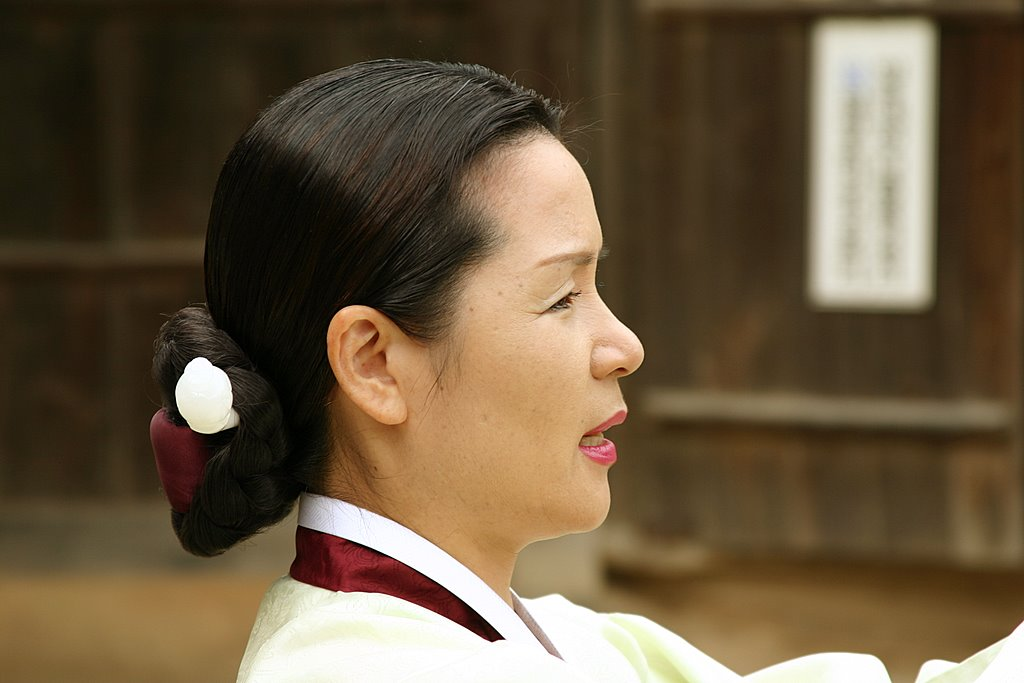
Village traditionnel de Hahoe, 2005
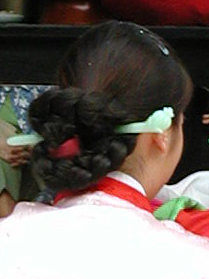
Mariage traditionnel au village folklorique coréen, 2009
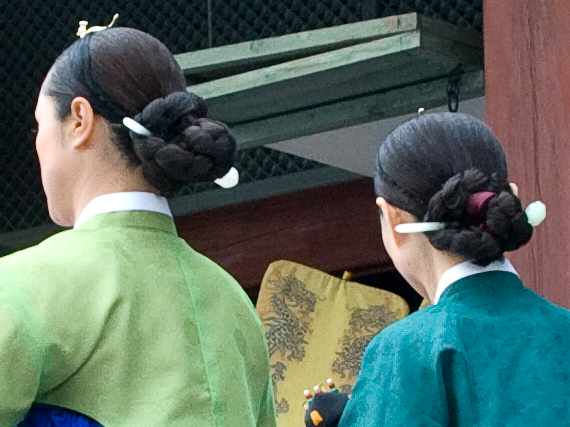
8e festival de reconstitution du chinjamrye de la dynastie Joseon, Gangnyeongjeon, Gyeongbokgung (palais royal) Séoul. Le chinjamrye était un événement au cours duquel les reines encourageaient la population à produire de la soie.